# Maragall metróállomás
Maragall egyike a Spanyolországban található barcelonai metró metróállomásainak.

## Metróvonalak
Az állomást az alábbi metróvonalak érintik:
- 4-es metróvonal
- 5-ös metróvonal

## Kapcsolódó állomások
Az állomáshoz az alábbi állomások vannak a legközelebb:
- Llucmajor (Trinitat Nova, 4-es metróvonal)
- Congrés (Cornellà Centre, 5-ös metróvonal)
- Guinardó-Hospital de Sant Pau (La Pau, 4-es metróvonal)
- Virrei Amat (Vall d'Hebron, 5-ös metróvonal)